# Worms (computerspil)
 For alternative betydninger, se Worms (flertydig). (Se også artikler, som begynder med Worms)
Worms er et turbaseret computerspil fra 1995. I spillet styrer man en flok krigslystende regnorme, der kæmper imod andre orme. Man bruger en række forskellige våben til at bekæmpe fjenden. Nogle er meget jordnære, som f.eks. haglgeværer, Uzier og håndgranater. Der er dog nogle mere fantasifulde imellem. Herunder bl.a. bombefår og prikken med fingre.
Det første spil har fået mange efterfølgere, heribandt nye 3-D-udgaver, som gamle fans dog mener mangler charme.

## Historie
Spillet blev inspireret og designet af Andy Davidson. Spillet blev beskrevet af Amiga-magasinet som en blanding af Cannon Fodder og Lemmings.
Spillene startede ud som 2D, men bredte sig langsomt over til 3D.
Spillet har også mødt grafiske opdateringen igennem tiderne, i starten var ormene meget små og kunne være svære at overskue, men i Worms 2 blev ormene lidt "tykkere", og fik en bedre karakter samt flottere baner, flottere våben og hurtigere motor.
I Worms World Party, blev ormenes sprog oversat til utallige internationale sprog, dansk var et af dem.
Man kunne klæde sine orme ud, skifte deres gravstene og lave hold.
Blandt de nye gravstene kan der nævnes de Ægyptiske pyramider, og det klassiske kors med skriften: "R.I.P".
I 2003, udkom Worms 3D, der skiftede fra 2D motoren over til en motor der gav support til 3D.
Man så nu ormene bagfra i stedet fra siden, hvilket skuffede mange fans der mente at Worms hørte til de permanente 2D spil.
Siden Worms 3D, er alle nyere spil udkommet med 3D grafik, undtagen PSP og Nintendo DS spillene, der er blevet beholdt i 2D.
| 2D varianter | 2D varianter                                                          | 2D varianter                                                                                              | 3D varianter                                                                 |
| Første generation | Anden generation                                                      | Tredje generation                                                                                         |                                                                              |
| --- | --------------------------------------------------------------------- | --- | ---------------------------------------------------------------------------- |
| - Worms (1995) - Worms Reinforcements (1995) - Worms & Reinforcements United (1996) - Worms: The Director's Cut (1997) | - Worms 2 (1997) - Worms Armageddon (1999) - Worms World Party (2001) | - Worms: Open Warfare (2006) - Worms (2007) - Worms: Open Warfare 2 (2007) - Worms: A Space Oddity (2008) | - Worms 3D (2003) - Worms Forts: Under Siege (2004) - Worms 4: Mayhem (2005) |

## Fodnoter
1. ↑  N-Europe: News (Webside ikke længere tilgængelig)

| computerspil | Spire Denne computerspilsrelaterede artikel er en spire som bør udbygges. Du er velkommen til at hjælpe Wikipedia ved at udvide den. |